# ملاكة (اسم)
مَلَاكَة اسم علم مؤنث عربي الأصل، جاء على صيغة فَعَالة، وهو صيغة أخرى من اسم ملاك ومعناه قوام الأمر.